# Св. св. Петър и Павел (Сталийска махала)
Вижте пояснителната страница за други значения на Св. св. Петър и Павел.
„Св. св. Петър и Павел“ е православна църква в ломското село Сталийска махала, България, част от Видинската епархия на Българската православна църква.

## История
Църквата е построена в 1828 година източно от селото. В 1891 година в църквата работят дебърските зографи Кръстьо Николов и Константин Николов. В тефтера си Кръстьо Николов записва, че „в Ломско зафакяме во Сталинска маала и во Белоградчикъ“. В църквата има подписана и датирана 1891 година икона. Тя е необичайна и изобразява светите Евстатий, Трифон и Юлиан, като и тримата държат атрибути: Евстатий – стрък царевица, Трифон – лозарски косер и лозова клонка, а Юлиан – житни стебла. В храма има много стенописи и каменна пластика. Иконите от нея са пренесени в новата църква „Успение Богородично“ от 1934 г.